# Chavenay
Chavenay is een gemeente in het Franse departement Yvelines (regio Île-de-France) en telt 1831 inwoners (2005). De plaats maakt deel uit van het arrondissement Saint-Germain-en-Laye.

## Geografie
De oppervlakte van Chavenay bedraagt 6,0 km², de bevolkingsdichtheid is 305,2 inwoners per km².
De onderstaande kaart toont de ligging van Chavenay met de belangrijkste infrastructuur en aangrenzende gemeenten.

## Demografie
Onderstaande figuur toont het verloop van het inwonertal (bron: INSEE-tellingen).